# Morten Søndergaard
Morten Søndergaard (født 3. oktober 1964 i København) er en dansk digter, der ud over sine digtsamlinger har udgivet kortprosa, lyrisk prosa, romaner, været oversætter og redaktør samt arbejdet med sproget og poesien i installationskunst og lyd.

## Liv
Morten Søndergaard er født i København og opvokset i Hjallese i Odense og dimitterede fra Tornbjerg Gymnasium i 1984.[kilde mangler] Han er uddannet fra Forfatterskolen (1989-1991) og er cand.phil. i litteraturvidenskab på Københavns Universitet i 1993. Han er medstifter af Øverste Kirurgiske og var fra 2002 til 2008 redaktør for Hvedekorn i samarbejde med Tomas Thøfner. Han var desuden en af redaktørerne på Brøndums Encyklopædi. I 2003 og igen i 2007 blev Morten Søndergaard indstillet til Nordisk Råds Litteraturpris.
Morten Søndergaard har været gift med forfatter Merete Pryds Helle. Sammen med deres to børn boede de i Italien i 8 år, først i Vinci og senere i Pietrasanta, hvorefter de flyttede tilbage til København. [kilde mangler] Han er i dag bosat i Italien.
Morten Søndergaard spiller på Forfatterlandsholdet.
Flere af hans værker er udkommet i udlandet og oversat til engelsk, svensk, italiensk, norsk, tysk, arabisk og fransk.
Morten Søndergaard har siden 2018 arbejdet på udviklingen af computerspillet Out Of Words i samarbejde med det danske spilstudie Kong Orange og animationsstudiet Wired Fly Animation.

## Værk
Morten Søndergaard debuterede i 1992 med digtsamlingen Sahara i mine hænder. Søndergaards gennembrudsværk var Bier dør sovende, som udkom i 1998. Baseret på erfaringen med at bo i Italien skrev han i 2002 Vinci, senere, hvor han bl.a. introducerer gangen som en central tematik, der vender tilbage igennem hele Søndergaards forfatterskab, især i værket Et skridt i den rigtige retning (2005).
Oplevelserne fra Italien spiller også en central rolle i værket Processen og det halve kongerige fra 2010, der med sin strømmende stil i to dele krydser de etablerede grænser mellem poesi og prosa. Et vigtigt aspekt af Søndergaards forfatterskab er en tilbagevenden til virkeligheden, opfattet gennem videnskaben, gennem sproget, og gennem den kropslige erfaring. Denne fascination for virkeligheden adskiller Søndergaard fra både den modernistiske jeg-digtning og den postmoderne meta-litteratur. I stedet introducerer Søndergaard et forhold mellem jeg'et og verden, der kan opfattes som en form for fænomenologisk digtning.
Selvom Søndergaard primært arbejder som digter, har han også udfoldet sig inden for andre kunstneriske felter. Han har blandt andet oversat værker af den argentinske forfatter Jorge Luis Borges og af den italienske digter Cesare Pavese. En vigtig del af Søndergaards tværæstetiske projekt er arbejdet med lyd og musik, der er udmundet i værker som Hjertets abe sparker sig fri, et CD-projekt han udgav i samarbejde med duoen Schweppenhäuser/Thomsen.
I samme ånd har han kureret en serie af udstillinger og installationer, og har desuden skrevet dramatiske stykker. På den måde mødes det sanselige i hans digte og det fysiske i hans øvrige kunstneriske virke i et forsøg på at bringe poesi og verden tættere sammen. I kunstneres egne ord: "Jeg prøver at gribe både poesi og verden an ved at lader de to fænomener støde sammen og se hvad der sker" ("I try to approach both poetry and world by making the two phenomena collide and then see what happens", i et interview med 3AM Magazine).
Det klareste eksempel på dette er måske Søndergaards værk, Ordapoteket, oprindeligt skabt i forbindelse med udstillingen LOVE på Nicolaj Kunsthal. I dette værk sætter Søndergaard lighedstegn mellem sprogets struktur og farmaceutiske produkter. Således indeholder Ordapoteket en æske for hver af de 10 ordklasser – verber, substantiver, adjektiver osv. 
Disse æsker er i deres design inspireret af de æsker for medicinalprodukter, og indeholder hver en indlægsseddel, der i en poetisk leg med genren af brugsanvisninger for medicin forklarer om den enkelte ordklasses karakteristikker. Som Charlotte Engberg skriver i sin analyse af værket: "Det kendetegner Morten Søndergaards forfatterskab i videre forstand, at hans tekster udløser en dobbelt optik hos læseren, idet opmærksomheden oscillerer mellem frapperende sansninger og betragtninger på den ene side og en nøgtern opmærksomhed mod selve det sproglige arbejde på den anden side".
Søndergaard har også eksperimenteret med, hvordan materialet, en tekst skrives på, påvirker teksten, og skrevet bl.a. huskesedler i marmor. I 2014 dukkede der på Assistens Kirkegården en gravsten op for en vis "Andreas Morgenrødt - tidsrejsende" med årstallene 1996 - 2064. Den var en tid et curiosum, men i 2016 indrømmede Søndergaard, at Andreas Morgenrødt var et anagram af hans eget navn, og han selv manden bag installationen. Dette kulminerede da han i 2024 udkom med værket Æon på forlaget Hermen & Frudit.

## Udvalgt bibliografi
- Æon, 2024 - under pseudonymet Andreas Morgenrødt
- Superorganisme - en bi-historie, 2024
- TIL, 2023
- Den nye hjørnestue, 2022
- Intet er nok, 2020
- Et forsøg på at aflytte et sted i Paris, 2020
- Journal 2019, 2019
- Fra i dag - Samlede digte 1992-2017, 2017
- Ukend dig selv, 2017
- I say stone or flower, 2017
- Døden er en del af mit navn, 2016
- Suture, 2015
- Fordele og ulemper ved at udvikle vinger, 2013
- Ordapoteket, 2010
- Processen og det halve kongerige, 2010
- Må sort dreng dø ren, 2009
- Et skridt i den rigtige retning, 2005 (indstillet til Nordisk Råds Litteraturpris 2007)
- At holde havet tilbage med en kost, 2004
- Fedtdigte, 2004
- Vinci, senere, digte, 2002 (indstillet til Nordisk Råds Litteraturpris 2003)
- Tingenes orden, roman, 2000
- Bier dør sovende, digte, 1998
- Hypoteser for to stemmer i samarbejde med Tomas Thøfner, Øverste Kirurgiske 1998, Borgen, 2002
- Ubestemmelsessteder, 1996
- Ild og tal, digte, 1994
- Sahara i mine hænder, digte, 1992

### Gendigtninger
- Hafez - Fra vinhus til paradis, 2022 - oversat af Hamid Tadayoni og Shëkufe Tadayoni Heiberg
- Gilgamesh, 2019 - oversat af Sophus Helle

### Dramatiske værker
- Ellen, Hotel Pro Forma, 2010
- Orfeus remix, musik Bo Lundby Jæger, den fynske opera, 2007
- Site Seeing Zoom, Hotel Pro Forma, 2000

### Udstillinger
- Superorganisme – en bi-historie, Munkeruphus, 2024 - sammen med en række andre kunstnere
- Den nye hjørnestue, Bakkehuset, 2022
- Sproghospitalet, i samarbejde med Helle Brøns, Sorø Kunstmuseum, 2019
- Ukend dig selv, Brandts13, 2017

- Wall of Dreams, Poetry International and London Literature Festival, 2017
- Sound of my room, Galleri Tom Christoffersen, 2016
- Bakkehusalfabetet, 2012 (Udstillingskataloget som pdf)
- LOVE – en udstilling om sproget, i samarbejde med WeArePopular, Nikolaj Kunsthal, 2010
- Et skridt i den rigtige retning, i samarbejde med Elisabeth Topsø, Gammel Holtegaard, 2006

### Lydværker
- Verdensnødbremse, Esbjerg Kunstmuseum, 2007
- Stenpiano, marmorsten og lydværk, Charlottenborg, København 2005
- Stenvaskeriet, marmorsten og lydværk, Museet for samtidskunst, Roskilde 2004
- HörspielWerkstatt, 2004, sendt i DR, Lyt til Nyt 2005

### Pladeudgivelser
- Speos, m. Thomsen/Schweppenhaüser, sten, 2019, Lp, KørFirs Records, 2020
- The Sound of My Room, Hormuz Mentor Records 2016
- Hjertets abe sparker sig fri, CD, i samarbejde med Schweppenhäuser/Thomsen, Geiger Records, 2007.
- audioPoesi – Superpositionsprincippet, CD, i samarbejde med Schweppenhäuser/Thomsen, Geiger Records, 2006.
- Random Rooms, LP, i samarbejde med Niels Lyngsø, Olufsens Records, 1992.

### Priser og legater
- Aarestrup-medaljen, 2020
- Drachmannlegatet, 2020
- Modtager af Statens Kunstfonds Livsvarige legat, 2014
- Morten Nielsens Legat, 2008
- Harald Kidde og Peder Jensen Kjærgaards Fond, 2008
- Beatrice-Prisen 2006 (Pia Tafdrups tale for Morten Søndergaard ved overrækkelsen Arkiveret 4. marts 2016 hos  Wayback Machine)
- Peter Freuchens Mindelegat, 2003
- Michael Strunge-prisen, 1998
- Modtager af Statens Kunstfonds treårige arbejdslegat, 1997-1999

## Eksterne links
- Officiel hjemmeside
- Søndergaards side på forfatterweb.